# Rättspraktik

## Rättspraktik
Under 2014 startade den första Rättspraktiken (legal clinic) i Sverige vid Juridiska institutionen vid Göteborgs universitet. Rättspraktiken är en plattform för samverkan kring forskning och utbildning mellan Juridiska institutionen och aktörer i staden. Internationellt kallas fenomenet legal clinic och är utbrett över en stor del av världen. Grundidén är att juriststudenter ger fri juridisk rådgivning under handledning av universitetslärare. Vanligt förekommande hos många legal clinics är att studenter arbetar ”pro bono” (ideellt) med juridisk rådgivning inom ett visst område till personer som inte har råd att anlita juridisk hjälp. 

## Historia
Juristprogrammet vid Göteborgs universitet blev 2014 den första juristutbildningen i Sverige som kunde erbjuda sina studenter möjlighet till ökad praktisk erfarenhet och tillämpade studier genom en Rättspraktik. Öppnandet av Rättspraktiken och skapandet av kursen i Praktisk humanjuridik och välfärdsrätt är resultatet av ett flerårigt arbete där institutionen i samverkan med olika aktörer i Göteborg fört samtal kring segregation som en övergripande samhällsutmaning. I uppbyggnaden av Rättspraktiken inhämtades värdefull kunskap genom utbyte med föreståndare på olika legal clinics från flera länder i syfte att hitta en fungerande verksamhetsmodell för en legal clinic i svensk kontext och för en svensk juristutbildning. Inspiration och idéer till utformningen av Rättspraktikens verksamhet hämtades från law clinic-verksamheter världen runt, däribland den norska organisationen JURK och Human Rights Development Initiative som byggt upp ett tiotal legal clinics i länder som Zimbabwe, Moçambique, Rwanda, Sydafrika med flera.
2015 tilldelades Sara Stendahl Juridiska Föreningens pedagogiska pris Paragrafen för sitt arbete med framtagandet av Rättspraktiken.
2016 utsågs Asha Ramgobin och Bernadita Núñez till juris hedersdoktor "för deras mångåriga engagemang i och stora kunskap om att stärka människors rättigheter och liv." Båda var på olika sätt delaktiga i framtagandet av Rättspraktiken.
2017 nominerades Rättspraktiken till Götapriset.

## Göteborgsmodellen
En så kallad legal clinic kan vara uppbyggd på många sätt. Juridiska institutionens Rättspraktik utgår från en modell som kallas ”Göteborgsmodellen”. Göteborgsmodellen bygger på samverkan med ideella och icke-vinstdrivande organisationer som, i olika former, bedriver fri juridisk rådgivning. En viktig grund i modellen är att skapa kurser i ämnen av stor samhällsrelevans som ger juriststudenterna möjlighet att kombinera teoretiska studier med tillämpade studier ute i fält. I detta ingår moment där studenter får arbeta med juridisk rådgivning, rättsinformation och rättspolitik. I augusti 2017 startade för fjärde året fördjupningskursen Praktisk humanjuridik och välfärdsrätt, som en valbar del av juristprogrammet vid Göteborgs universitet.